# エオゲ駅
エオゲ駅（エオゲえき）は、大韓民国ソウル特別市麻浦区阿峴洞にあるソウル交通公社5号線の駅である。駅番号は530。
駅名の由来は所在地である阿峴洞（アヒョンドン）の旧称（固有語）に由来する。

## 歴史
- 1996年12月30日 - ソウル特別市都市鉄道公社（当時）5号線・汝矣島～往十里区間の開通とともに開業。
- 2017年5月31日 - ソウル特別市都市鉄道公社とソウルメトロが統合され、ソウル交通公社の駅となる。

## 駅構造

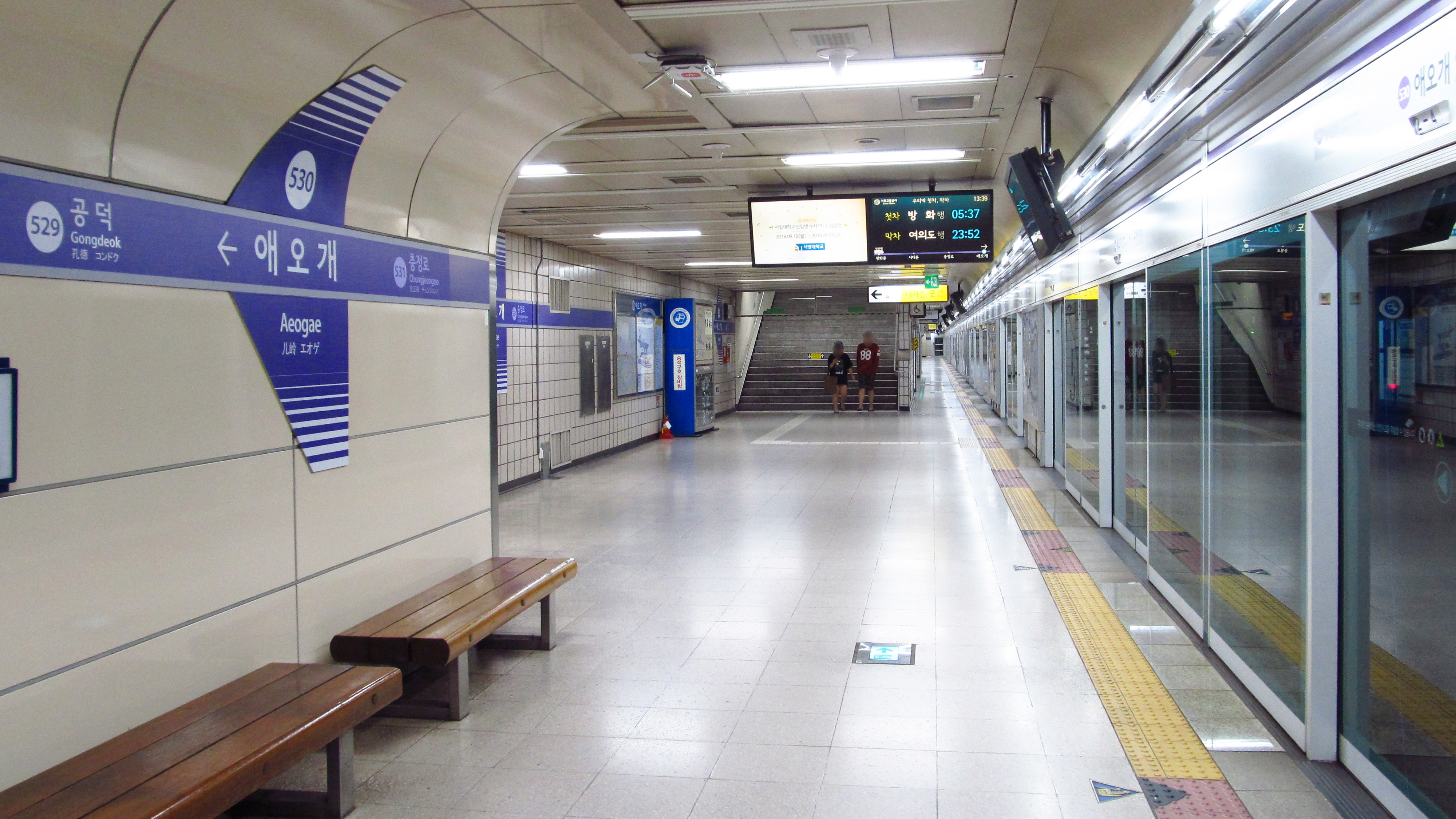
ホーム

相対式ホーム2面2線の地下駅。ホームドア設置駅。

### のりば
案内上ののりば番号は設定されていない。 
| 上り | 5号線 | 孔徳・汝矣島・カチ山・傍花方面       |
| 下り | 5号線 | 忠正路・光化門・河南黔丹山・馬川方面 |

## 利用状況
近年の一日平均利用人員推移は下記のとおり。
| 路線  | 路線     | 2000年 | 2001年 | 2002年 | 2003年 | 2004年 | 2005年 | 2006年 | 2007年 | 2008年 | 2009年 | 出典  |
| ----- | -------- | ------ | ------ | ------ | ------ | ------ | ------ | ------ | ------ | ------ | ------ | ----- |
| 5号線 | 乗車人員 | 6,119  | 6,377  | 6,330  | 6,704  | 6,774  | 6,621  | 6,533  | 6,470  | 5,703  | 4,650  | [ 1 ] |
| 5号線 | 降車人員 | 5,981  | 6,195  | 6,135  | 6,521  | 6,554  | 6,404  | 6,345  | 6,312  | 5,631  | 4,760  | [ 1 ] |
| 5号線 | 乗降人員 | 12,100 | 12,572 | 12,466 | 13,226 | 13,328 | 13,025 | 12,878 | 12,782 | 11,334 | 9,410  | [ 1 ] |
| 路線  | 路線     | 2010年 | 2011年 | 2012年 | 2013年 | 2014年 | 2015年 | 2016年 |        |        |        | [ 1 ] |
| 5号線 | 乗車人員 | 4,806  | 4,777  | 4,810  | 5,041  | 5,469  | 6,615  | 6,928  |        |        |        | [ 1 ] |
| 5号線 | 降車人員 | 4,977  | 4,939  | 5,022  | 5,262  | 5,612  | 6,640  | 6,893  |        |        |        | [ 1 ] |
| 5号線 | 乗降人員 | 9,783  | 9,717  | 9,832  | 10,303 | 11,081 | 13,255 | 13,821 |        |        |        | [ 1 ] |

## 駅周辺
- ソウル西部地方検察庁（朝鮮語版）
- ソウル西部地方法院（朝鮮語版）
- ソウル麻浦警察署
- 大宇エレクトロニクスビルディング
- 正教会韓国府主教庁（ソウル聖ニコラス大聖堂）
- 翰世サイバー保安高等学校（朝鮮語版）
- 阿峴産業情報学校（朝鮮語版）
- ソウル阿峴初等學校（朝鮮語版）

## 隣の駅
ソウル交通公社
 5号線
孔徳駅 (529) - エオゲ駅 (530) - 忠正路駅 (531)